# Stranger in Town (Toto)
Stranger in Town è una canzone della rock band Toto primo singolo estratto dal loro quinto album Isolation

## Informazioni
Il brano fu scritto da David Paich e Jeff Porcaro. Il testo della canzone fa riferimento alla storia di Jack lo squartatore, ma probabilmente è riferito ai caratteri di Blakey che vengono spiegati nel libro di Mary Hayley Whistle Down The Wind, di cui verrà anche girato un film nel 1961. La canzone nel dicembre 1984 si posiziona trentesima nella Billboard Hot 100, e quarantesima nella ARIA Charts. Il brano segna anche gli esordi di Mike Porcaro al basso e di Fergie Frederiksen alla voce.

## Videoclip
Il video della canzone è considerato come uno dei migliori degli anni ottanta, l'attore protagonista del video è Brad Dourif, attore protagonista di film quali Alien IV, Qualcuno volò sul nido del cuculo e Mississippi Burning. Il video mostra Brad che scappato dal carcere a furia di correre si ritrova in città e la notte, non sapendo dove andare, si rifugia in un fienile. Si risveglia il giorno dopo circondato da bambini. Qualcuno però riconoscendolo chiama la polizia, che viene a riprenderlo.
Stranger In Town fu nominato agli MTV Video Music Awards del 1985 come miglior direzione del video.

## Tracce
1. Stranger in Town
2. Change of Heart

## Formazione
- David Paich- tastiere e voce principale
- Steve Lukather- chitarra elettrica e voce secondaria
- Fergie Frederiksen- voce secondaria
- Steve Porcaro- tastiere
- Mike Porcaro- basso
- Jeff Porcaro- percussioni

## Classifiche
| Classifica (1984/85)          | Posizione massima |
| ----------------------------- | ----------------- |
| Australia                     | 40                |
| Canada                        | 16                |
| Italia                        | 27                |
| Regno Unito                   | 100               |
| Stati Uniti                   | 30                |
| Stati Uniti (mainstream rock) | 7                 |